# 木姜楼梯草
木姜楼梯草（学名：Elatostema litseifolium）是荨麻科楼梯草属的植物，为中国的特有植物。分布在中国大陆的西藏等地，生长于海拔1,600米的地区，多生于山坡阔叶林中石上，目前尚未由人工引种栽培。